# Eryphe petiolata
Eryphe petiolata là một loài ruồi trong họ Tachinidae.